# Francesco Algarotti
Francesco Algarotti (Venezia, 11 dicembre 1712 – Pisa, 3 maggio 1764) è stato uno scrittore, saggista e collezionista d'arte italiano, polimata, filosofo, poeta. 
Spirito illuminista, anglofilo, erudito dotato di conoscenze che spaziavano dal newtonianismo all'architettura, alla musica, era amico delle personalità più grandi dell'epoca: Voltaire, Jean-Baptiste Boyer d'Argens, Pierre Louis Moreau de Maupertuis, Julien Offray de La Mettrie. Tra i suoi corrispondenti vi erano Lord Chesterfield, Thomas Gray, George Lyttelton, Thomas Hollis, Metastasio, Benedetto XIV, Heinrich von Brühl, Federico II di Prussia.

## Biografia

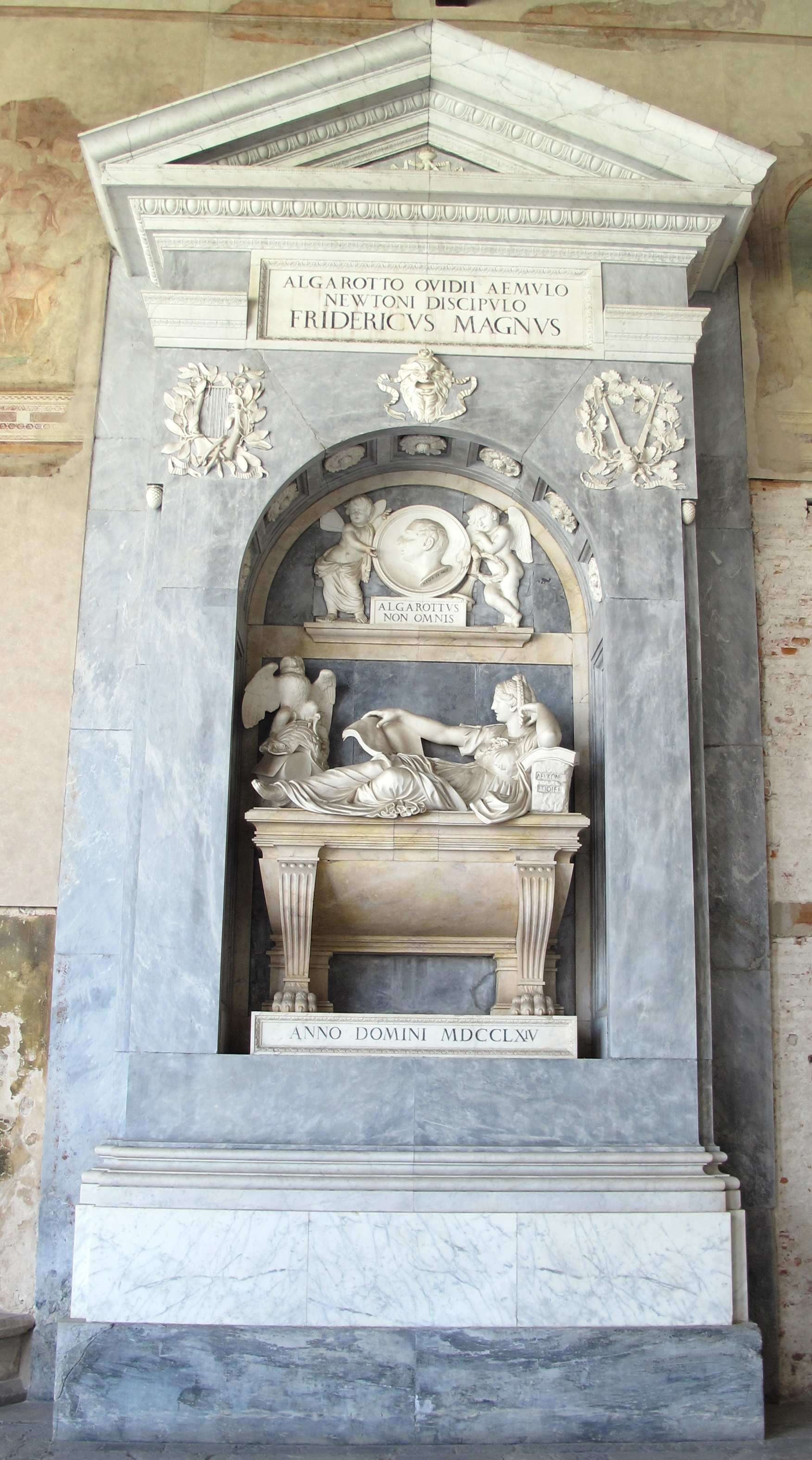
La tomba di Algarotti al Camposanto di Pisa. Opera di Giovanni Antonio Cybei

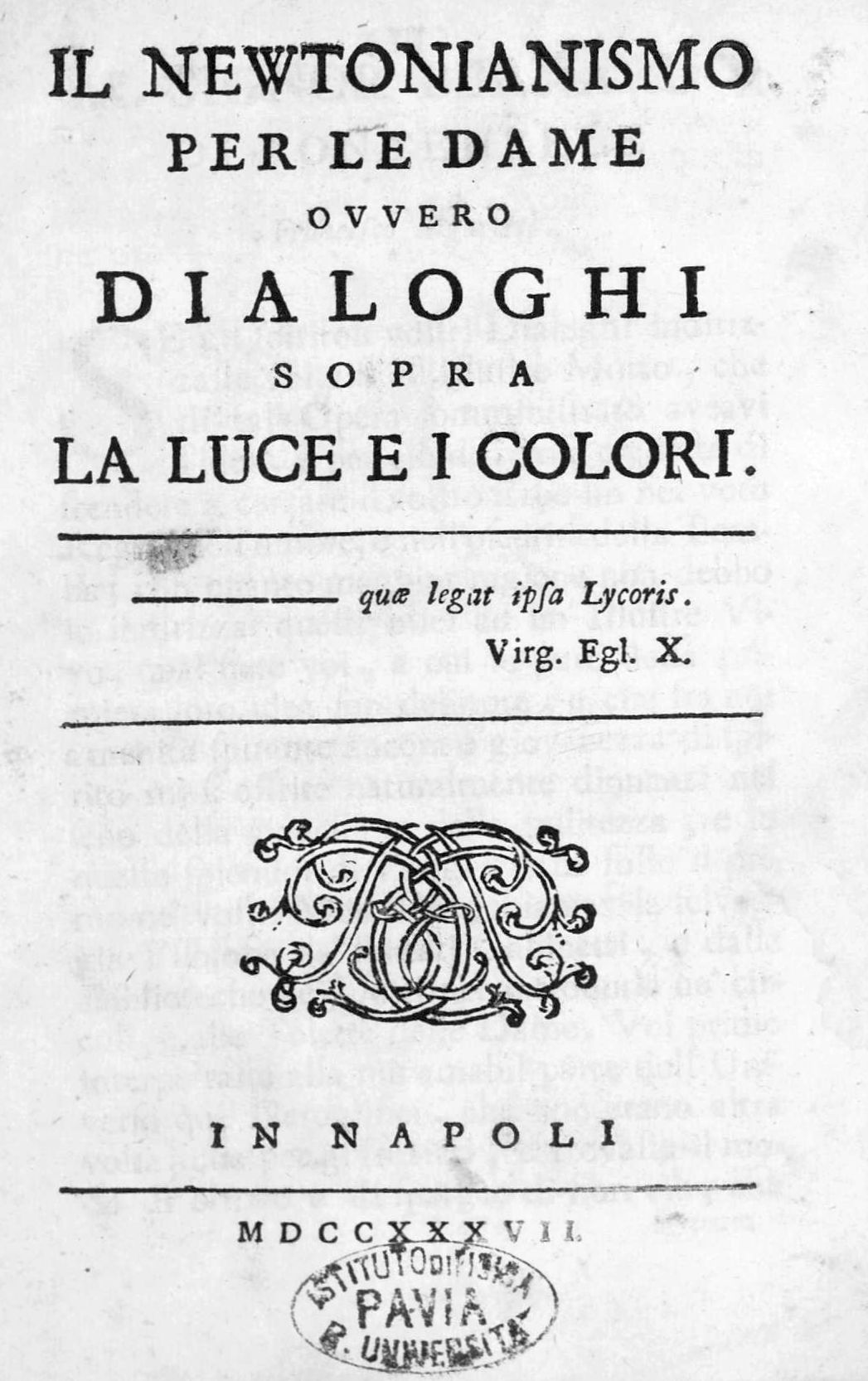
Newtonianismo per le dame, 1737

Nacque a Venezia, in una facoltosa famiglia di mercanti, da Rocco Algarotti e Maria Mercati.
Dopo un anno a Roma al Collegio Nazareno,  a tredici anni tornò a Venezia dove poté studiare sotto la guida di Carlo Lodoli; continuò gli studi a Bologna, dove affrontò le diverse discipline scientifiche, soprattutto l'astronomia sotto la guida di Eustachio Manfredi e di Francesco Maria Zanotti. Si trasferì a Firenze per completare la propria preparazione letteraria.
Nel 1735, all'età di 23 anni, iniziò a viaggiare per l'Europa, raggiungendo Parigi, città nella quale ebbe modo di conoscere diverse autorevoli personalità.
A esse poté presentare il proprio Newtonianismo per le dame, piccola opera di divulgazione scientifica brillante ispirata al lavoro dello scrittore francese Bernard le Bovier de Fontenelle. L'opera fu prima apprezzata, e poi denigrata da Voltaire, che dal lavoro del suo Caro cigno di Padova — come era solito appellarlo — trasse alcuni temi che furono d'ispirazione anche degli Elementi della filosofia di Newton ai quali negli stessi anni si dedicava Émilie du Châtelet, compagna del filosofo francese. Voltaire e Algarotti si erano conosciuti personalmente a Cirey, il castello in cui M.me du Châtelet e Voltaire si erano trasferiti.
Dopo il periodo trascorso in Francia, Algarotti si recò in Inghilterra, per soggiornare per qualche tempo a Londra, dove fu accolto nella Royal Society, prestigiosa accademia scientifica. Accompagnato da una presentazione di Voltaire affinché potesse svolgere ricerche per il libro, l'Algarotti fu introdotto nella cerchia di una delle nobildonne più influenti del Regno Unito, Mary Wortley Montagu. La nobildonna s'invaghì del giovane studioso che ne fu lusingato; a lei, e agli splendidi giardini della sua residenza di Twickenham, si ispirò per la figura della marchesa nel Newtonianesimo. Tornato in Italia nel 1737, Algarotti poté dedicarsi alla pubblicazione del Newtonianesimo e subito dopo partì. Dopo un breve ritorno a Londra, nel quale rivide Lady Mary sempre più decisa a conquistarlo tanto da organizzare la propria partenza in Italia vagheggiando una vita insieme a Venezia, Algarotti, nel 1739, visitò alcune zone della Russia (fermandosi in particolare a San Pietroburgo) e della Prussia. Un'esperienza che anni dopo fu oggetto di Viaggi di Russia (1760) un libro scritto sulla scorta del diario dell'epoca. Intanto usciva a Napoli una seconda edizione (1739) del Newtonianesimo per le dame accompagnato da versi di elogio di Voltaire e della stessa Mary Montagu.
Dice il De Tipaldo, nelle sue biografie degli italiani illustri: «Quando nel 1740 Federico si recò a Königsberg a incoronarsi, l'Algarotti si trovò in mezzo gli applausi e il giubilo di quella potente e valorosa nazione misto e confuso coi principi della famiglia reale, e stette nel palco col re, spargendo al popolo sottoposto le monete con l'immagine di Federico. Fu in tale congiuntura che questi conferì a lui, quanto al fratello Bonomo e ai discendenti della famiglia Algarotti, il titolo di conte, meno vano quando è premio del sapere, e dal 1747 lo fece suo ciambellano e cavaliere dell'ordine del merito, mentr'era alla corte di Dresda col titolo di consigliere intimo di guerra. Dal momento che Algarotti conobbe Federico sino alla sua morte, cioè pel corso di venticinque anni, né l'amicizia, né la stima del re, né la gratitudine, la devozione e il sincero affetto del cortigiano vennero meno, né soffersero mai alcuna alterazione.» Secondo il De Tipaldo, l'amicizia fra i due era estesa anche alla sfera più intima; dice infatti: «… lo volle non solo a compagno degli studi e dei viaggi, ma altresì dei suoi più segreti piaceri, essendoché della corte di Potsdam, ora egli faceva un Peripato, e ora la convertiva in un tempio di Gnido» - il che significa: in un tempio di Venere.
Trascorse alla corte del re oltre un decennio, per fare ritorno nel paese natale nel 1753. Utilizzò la propria influenza anche a favore degli «oppositori» filosofici come Gregorio Bressani.
Il resto della vita lo trascorse tra Venezia e Bologna per fermarsi a Pisa, dove morì all'età di cinquantatré anni mentre preparava la pubblicazione di tutte le sue opere, fra cui Lettere sulla Russia e Il Congresso di Citera, un romanzo dedicato ai costumi galanti e amorosi rivisitati secondo quanto osservato nelle diverse nazioni in cui aveva soggiornato.
Malato di tubercolosi, a Pisa col diletto amico Mauro Antonio Tesi, chiamato «Maurino», si preparò alla morte; come epitaffio, volle Algarottus, sed non omnis. Malignamente, l'abate Galiani notò che questo era epitaffio più di evirato cantore che di dotto.
Fu sepolto nel camposanto di Pisa, in un monumento disegnato dall'illustre architetto Carlo Bianconi e dallo stesso «Maurino» Tesi in uno stile archeologizzante, tradotto in marmo dall'allora celebre abate Giovanni Antonio Cybei di Carrara. L'epitaffio è quello che per lui dettò il re di Prussia: «Algarotto Ovidii aemulo, Neutoni discipulo, Federicus rex», tranne che gli eredi cambiarono quel rex in magnus. Commenta il De Tipaldo: «Egli medesimo si era preparato, in compagnia del Maurino, il disegno del sepolcro e l'epitafio, non già per orgoglio, ma spinto dal sacro amore delle arti belle, che anche in faccia alla morte non poteva intiepidirsi nel suo petto.»

## Personalità e influenza culturale

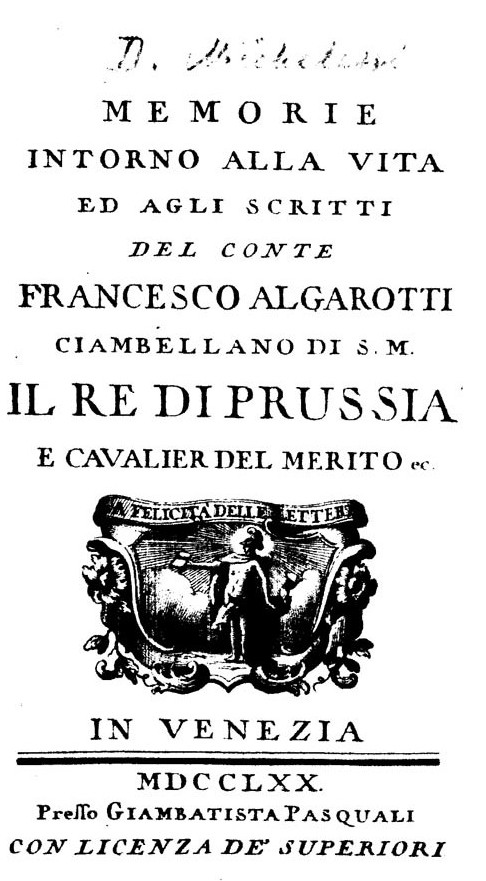
Domenico Michelessi, Memorie intorno alla vita e agli scritti del conte Francesco Algarotti, 1770

Aperto al progresso e alla conoscenza razionale, esperto di arti (si prodigò come fautore di Palladio), fu - rispetto alla scienza - un grande assertore delle teorie di Isaac Newton (sul conto del quale scrisse uno dei suoi più noti saggi, Il newtonianismo per le dame, pubblicato nel 1737).
Viene considerato una sorta di Socrate veneziano e per comprendere la sua statura di insigne studioso con un'infinita sete di sapere e divulgare è sufficiente porsi davanti al suo innumerevole campo di interessi. Al di là del suo ruolo di spicco nell'illuminismo letterario, fu anche un diplomatico e un procacciatore d'arte. In particolare viaggiò cercando opere d'arte per conto di Augusto III di Sassonia. È noto che fu Algarotti a comprare a Venezia nel 1741 il capolavoro di Liotard, il pastello de La cioccolataia, che poi divenne una delle perle della Galleria di Dresda.
Uomo di bell'aspetto, dotato di un aristocratico naso aquilino (esiste al Rijksmuseum di Amsterdam un suo ritratto a pastello, sempre di Liotard, che è riprodotto nell'incipit della presente voce), l'Algarotti nel Saggio sopra Orazio non perdeva occasione di far notare come questi fosse ambidestro, e tanto lodava i vantaggi di questa disposizione, che c'è chi suppone che egli la condividesse col poeta. Ebbe a scrivere praticamente su tutto, affrontando - con l'acuta attenzione dello scienziato - pressoché ogni aspetto dello scibile umano. Basti ricordare i saggi che scrisse a proposito della pittura (Sopra la pittura), dell'architettura, dell'opera lirica (Sopra l'opera in musica), del commercio (Sopra il commercio).
Particolare rilievo riveste il Saggio sopra l'architettura (1757) destinato a rendere noto il pensiero teorico di Carlo Lodoli che aveva rinunciato a pubblicare il proprio trattato. Lo scritto andò incontro alla disapprovazione del maestro, probabilmente perché non aveva enfatizzato il razionalismo funzionalista anti-vitruviano e anti-barocco di Lodoli.

## Opere
- Newtonianismo per le dame, Napoli, 1737.
- Il Congresso di Citera, Parigi, 1768.
- Saggi, Bari, Laterza, 1963.